# Vengeance: Night of Champions
Vengeance: Night of Champions è stata la settima edizione dell'omonimo evento in pay-per-view prodotto annualmente dalla World Wrestling Entertainment. L'evento si è svolto il 24 giugno 2007 al Toyota Center di Houston.

## Storyline
Nella puntata di Raw dell'11 giugno Bobby Lashley, nuovo ECW World Champion, passò dal roster della ECW a quello di Raw per effetto dell'annuale Draft; di conseguenza Lashley fu costretto a rendere vacante l'ECW World Championship. Nella puntata di Raw del 18 giugno Lashley, insieme a Mick Foley, Randy Orton e King Booker (passato da SmackDown! a Raw per effetto del Draft), incominciarono a discutere su chi avrebbe dovuto essere il nuovo sfidante al WWE Championship di John Cena. Per risolvere la questione, il General Manager di Raw, Jonathan Coachman, annunciò un Five-Pack Challenge match tra Cena, Booker, Foley, Lashley e Orton per Vengeance: Night of Champions con in palio il titolo del primo.
Il 3 giugno, a One Night Stand, Edge difese con successo il World Heavyweight Championship in uno Steel Cage match contro Batista. Nonostante lo avesse sconfitto in due distinte occasioni, nella puntata di SmackDown! dell'8 giugno, il Chairman della WWE, Vince McMahon, annunciò che Edge avrebbe difeso per un'ultima volta il titolo contro Batista in un Last Chance match a Vengeance: Night of Champions: se Batista avesse perso tale incontro, non avrebbe più avuto l'opportunità di riconquistare il World Heavyweight Championship finché Edge fosse rimasto campione.
Dopo che Bobby Lashley rese vacante l'ECW World Championship a causa del suo passaggio di roster, venne organizzato un mini-torneo per incoronare il nuovo campione; la cui finale si sarebbe poi svolta a Vengeance: Night of Champions. Per la finale si qualificarono CM Punk e Chris Benoit (passato dal roster di SmackDown a quello della ECW per effetto del Draft), i quali sconfissero rispettivamente Marcus Cor Von e Elijah Burke in semifinale. Prima dell'inizio del pay-per-view, Benoit non si presentò però all'evento per "motivi personali" (motivi che vennero disgraziatamente alla luce poche ore dopo) e venne dunque sostituito da Johnny Nitro (passato da Raw alla ECW la settimana prima), che andò quindi a sfidare Punk per il titolo.
Nella puntata di Raw del 16 aprile, svoltasi a Milano, il debuttante Santino Marella sconfisse Umaga in un No Holds Barred match grazie all'aiuto di Bobby Lashley, conquistando così inaspettatamente l'Intercontinental Championship per la prima volta. Dopo che i due avevano terminato le loro rispettive rivalità (Marella con Chris Masters e Umaga con Lashley), un match tra Marella e Umaga con in palio l'Intercontinental Championship del primo venne sancito per Vengeance: Night of Champions.
Il 20 maggio, a Judgment Day, Montel Vontavious Porter sconfisse Chris Benoit in un 2-out-of-3 Falls match per 2-0, conquistando così lo United States Championship per la prima volta. Dopo aver conquistato il titolo, MVP intraprese una rivalità con l'esperto Ric Flair. Un match tra Flair e MVP con in palio lo United States Championship venne dunque annunciato per Vengeance: Night of Champions.
Nella puntata di Raw del 4 giugno Lance Cade e Trevor Murdoch sconfissero gli Hardy Boyz (Jeff Hardy e Matt Hardy), conquistando così il World Tag Team Championship per la seconda volta. Una rivincita per i titoli di coppia tra i due team venne poi sancita per Vengeance: Night of Champions.
Nella puntata di SmackDown del 20 aprile Deuce e Domino sconfissero Paul London e Brian Kendrick, conquistando così il WWE Tag Team Championship per la prima volta. Nella puntata di SmackDown del 1º giugno Deuce e Domino difesero con successo i titoli di coppia in un Triple Threat match che includeva, oltre a London e Kendrick, anche Dave Taylor e William Regal. Dopo aver mantenuto i titoli, Deuce e Domino annunciarono che avrebbero difeso il WWE Tag Team Championship in una Open Challenge a Vengeance: Night of Champions.
Nella puntata di SmackDown del 15 giugno Jimmy Wang Yang vinse un Fatal 4-Way match che comprendeva anche Daivari, Jamie Noble e Shannon Moore, diventando così il contendente n°1 del Cruiserweight Champion Chavo Guerrero. Un match tra Yang e Guerrero con in palio il Cruiserweight Championship venne sancito per Vengeance: Night of Champions.
Il 3 giugno, a One Night Stand, Candice Michelle sconfisse la Women's Champion Melina in un Pudding match non titolato. Successivamente venne annunciato un match tra le due per Vengeance: Night of Champions con in palio il Women's Championship di Melina.

## Evento

### Match preliminari
L'opener dell'evento fu il match valevole per il World Tag Team Championship tra i campioni Lance Cade e Trevor Murdoch e gli sfidanti Hardy Boyz (Jeff Hardy e Matt Hardy). Durante la fasi iniziali, Jeff e Matt furono in controllo della contesa dopo che eseguirono diverse manovre combinate, tra cui un Poetry in Motion su Murdoch. Dopo che tentarono di abbandonare il ring, Cade e Murdoch si portarono in vantaggio grazie ad alcune scorrettezze, colpendo poi ripetutamente la gamba sinistra di Matt. Dopo che diventò l'uomo legale, Jeff eseguì il Whisper in the Wind su Cade per poi tentare la Swanton Bomb, ma Murdoch lo fece illegalmente cadere dal paletto mentre l'arbitro stava redarguendo Matt. Ciò permise a Cade di colpire Jeff con una sit-out powerbomb, schienandolo per mantenere i titoli.
Nel secondo incontro Chavo Guerrero difese il Cruiserweight Championship contro Jimmy Wang Yang. Il match fu un veloce batti e ribatti, dove entrambi riuscirono a portarsi in vantaggio l'un l'altro grazie a spettacolari mosse aeree. Nella fasi finali, Yang, dopo aver contrattaccato i three amigos, tentò un moonsault dal paletto ma Guerrero schivò l'attacco e lo colpì poi con la Frog Splash, schienandolo per mantenere il titolo dei pesi leggeri.
Il match successivo fu tra CM Punk e Johnny Nitro per il vacante ECW World Championship, con Nitro che sostituì in corsa Chris Benoit dopo che questi non presenziò all'evento. Dopo un breve dominio di Punk, Nitro reagì e colpì il suo avversario con diverse manovre aeree, tra cui un flying kick, che valsero solamente un conto di due. Dopo aver eseguito un jumping knee all'angolo e un running bulldog, Punk tentò uno springboard clothesline ma Nitro lo intercettò e lo colpì con il Moonlight Drive, per poi schienarlo e conquistare il titolo per la prima volta.
Il quarto incontro fu quello valevole per l'Intercontinental Championship tra il campione Santino Marella e lo sfidante Umaga. Dopo il suono della campanella, Umaga attaccò brutalmente Marella e lo colpì prima con un samoan drop e poi un superkick. Il match terminò tuttavia pochi minuti dopo con la vittoria di Marella per squalifica, che mantenne così il titolo poiché Umaga continuò a malmenarlo all'angolo, rifiutandosi di smetterla nonostante l'intimazione dell'arbitro.
Nel match seguente Montel Vontavious Porter difese lo United States Championship contro Ric Flair. Durante le fasi iniziali entrambi si portarono in vantaggio l'un l'altro, finché Flair non attaccò ripetutamente la gamba sinistra di MVP dopo che quest'ultimo sbagliò l'esecuzione di un running big boot all'angolo. Flair applicò quindi la figure-four leglock, ma MVP si liberò dalla presa dopo aver toccato le corde del ring. Nel finale, sfruttando un momento di distrazione dell'arbitro, MVP graffiò scorrettamente il viso di Flair e lo colpì poi con il Playmaker, schienandolo per mantenere il titolo.
Il sesto match fu per il WWE Tag Team Championship tra i campioni Deuce e Domino e gli sfidanti Jimmy Snuka e Sgt. Slaughter, i quali risposero alla Open Challenge dei primi. Nella parte iniziale dell'incontro, Snuka e Slaughter furono in pieno controllo della contesa a discapito di Deuce e Domino, i quali presero poi le redini del match dopo che il primo colpì illegalmente Slaughter all'angolo. Dopo un breve dominio degli sfidanti, Deuce e Domino difesero con successo i titoli dopo che il secondo rovesciò un Superfly Splash di Snuka in un roll-up.

### Match principali
Nell'incontro successivo, il primo di cartello, Edge difese il World Heavyweight Championship contro Batista in un Last Chance match. Durante le fasi iniziali, Edge si portò in vantaggio dopo aver ripetutamente lanciato Batista contro un paletto del ring, danneggiandogli la spalla. Dopo aver sfruttato la propria potenza per avvantaggiarsi, Batista fu però prima colpito dalla Edgecution e poi dalla Edge-O-Matic del campione, le quali valsero solamente un conteggio di due. Edge tentò poi la Spear, ma Batista lo anticipò e lo colpì a sua volta con un'altra Spear, da cui lo stesso Edge si liberò dopo un conto di due. Dopo che evase dallo schienamento, Edge colpì illegalmente Batista con un colpo basso, perdendo dunque il match per squalifica ma conservando difatti il titolo come da regolamento. Ciò causò l'arrivo del General Manager di SmackDown, Theodore Long, il quale fece ripartire l'incontro affermando che, anche in caso di squalifica, Edge avrebbe perso la cintura. Il match ricominciò e si spostò immediatamente fuori dal ring, dove Batista eseguì una Batista Bomb su Edge sul pavimento esterno, nonostante poco prima fosse stato gettato contro dei gradoni d'acciaio. Batista buttò poi Edge a fatica sul quadrato, ma perse per count-out poiché non riuscì a rientrare sul ring prima del conteggio di dieci da parte dell'arbitro. Edge mantenne quindi il World Heavyweight Championship ancora una volta e, come da stipulazione imposta dal match, Batista non avrebbe più potuto riconquistare il titolo finché lo stesso Edge fosse rimasto campione.
L'ottavo match fu per il Women's Championship tra la campionessa Melina e la sfidante Candice Michelle. Dopo un batti e ribatti, Melina graffiò scorrettamente il viso di Candice e la colpì con l'Extreme Makeover, che valse però un conteggio di due. Poco dopo, Candice eseguì il Candy Kick su Melina e la schienò per vincere il titolo femminile per la prima volta in carriera.
Nel main event della serata, John Cena difese il WWE Championship in un Five-Pack Challenge contro Bobby Lashley, King Booker, Mick Foley e Randy Orton. Durante le prime fasi, tutti e cinque si portarono in vantaggio l'un l'altro, finché Lashley non iniziò a dominare l'incontro dopo aver eseguito un suicide dive all'esterno del ring sopra gli altri. Dopo un batti e ribatti, Orton tentò l'RKO su Lashley ma questi la contrattaccò, salvo poi venir schiantato attraverso un tavolo dei commentatori con una F-U di Cena. Tornati sul quadrato, Booker eseguì lo Scissors Kick su Cena, ma Orton interruppe lo schienamento. Poco dopo, Orton colpì Cena con l'RKO ma questa volta fu Foley ad interrompere il conteggio sul due. Foley eseguì una double underhook ddt su Orton per poi tentare la Mandible Claw, però fu colpito dal superkick di Booker prima che potesse applicare la presa. Dopo che colpì Booker e Cena con una sedia, Foley subì il Punt Kick di Orton, il quale fu però immediatamente colpito dalla Spear di Lashley. Dopo che colpì velocemente Lashley con un superkick, Booker venne lanciato oltre le corde da Cena, il quale eseguì la F-U su Foley per poi schienarlo e mantenere il titolo.

## Risultati
| #    | Incontri                                                                                 | Stipulazioni                                          | Durata |
| ---- | ---------------------------------------------------------------------------------------- | ----------------------------------------------------- | ------ |
| Dark | Super Crazy ha sconfitto Carlito                                                         | Single match                                          | —      |
| 1    | Lance Cade e Trevor Murdoch (c) hanno sconfitto The Hardy Boyz (Jeff Hardy e Matt Hardy) | Tag team match per il World Tag Team Championship     | 08:55  |
| 2    | Chavo Guerrero (c) ha sconfitto Jimmy Wang Yang                                          | Single match per il WWE Cruiserweight Championship    | 10:16  |
| 3    | Johnny Nitro ha sconfitto CM Punk                                                        | Single match per il ECW World Championship            | 08:00  |
| 4    | Santino Marella (c) ha sconfitto Umaga per squalifica                                    | Single match per il WWE Intercontinental Championship | 02:34  |
| 5    | Montel Vontavious Porter (c) ha sconfitto Ric Flair                                      | Single match per il WWE United States Championship    | 08:43  |
| 6    | Deuce e Domino (c) (con Cherry) hanno sconfitto Jimmy Snuka e Sgt. Slaughter             | Tag team match per il WWE Tag Team Championship       | 06:34  |
| 7    | Edge (c) ha sconfitto Batista per count out                                              | Single match per il World Heavyweight Championship    | 16:50  |
| 8    | Candice Michelle ha sconfitto Melina (c)                                                 | Single match per il WWE Women's Championship          | 04:07  |
| 9    | John Cena (c) ha sconfitto Bobby Lashley, King Booker, Mick Foley e Randy Orton          | Fatal five-way match per il WWE Championship          | 10:08  |

## Il caso Benoit
Chris Benoit era stato originariamente scelto per affrontare (e sconfiggere) CM Punk conquistando così l'ECW World Championship. Tuttavia, egli non si presentò allo show, e fu sostituito nel match da Johnny Nitro. Concluso l'evento, si venne a sapere che Benoit aveva ucciso la moglie e il figlio per poi suicidarsi.